# 9907 Oileus
9907 Oileus este o planetă minoră (asteroid) din Asteroid troian al lui Jupiter. A fost descoperită pe 24 septembrie 1960 la Observatorul Palomar de Cornelis Johannes van Houten și a fost numită după Oileus⁠(d). 
Obiectul prezintă o orbită caracterizată de o semiaxă mare de 5,2905647 UAi, o excentricitate de 0,066, o înclinație de 8,13956 ° în raport cu ecliptica.